# Глен-Обрі (Нью-Йорк)
Глен-Обрі (англ. Glen Aubrey) — переписна місцевість (CDP) в США, в окрузі Брум штату Нью-Йорк. Населення — 446 осіб (2020).

## Географія
Глен-Обрі розташований за координатами 42°15′44″ пн. ш. 76°0′1″ зх. д. / 42.26222° пн. ш. 76.00028° зх. д. (42.262282, -76.000292).  За даними Бюро перепису населення США в 2010 році переписна місцевість мала площу 2,55 км², уся площа — суходіл.

## Демографія
Згідно з переписом 2010 року, у переписній місцевості мешкало 485 осіб у 180 домогосподарствах у складі 138 родин. Густота населення становила 190 осіб/км².  Було 193 помешкання (76/км²).
Расовий склад населення:
| - 97,3 % — білих - 0,6 % — чорних або афроамериканців |

До двох чи більше рас належало 2,1 %. Частка іспаномовних становила 0,4 % від усіх жителів.
За віковим діапазоном населення розподілялося таким чином: 24,3 % — особи молодші 18 років, 64,6 % — особи у віці 18—64 років, 11,1 % — особи у віці 65 років та старші. Медіана віку мешканця становила 37,1 року. На 100 осіб жіночої статі у переписній місцевості припадало 84,4 чоловіків;  на 100 жінок у віці від 18 років та старших — 86,3 чоловіків також старших 18 років.
Середній дохід на одне домашнє господарство  становив 58 534 долари США (медіана — 58 438), а середній дохід на одну сім'ю — 52 019 доларів (медіана — 47 083). За межею бідності перебувало 14,3 % осіб, у тому числі 26,4 % дітей у віці до 18 років та 8,6 % осіб у віці 65 років та старших.
Цивільне працевлаштоване населення становило 154 особи. Основні галузі зайнятості: транспорт — 20,1 %, науковці, спеціалісти, менеджери — 18,2 %, освіта, охорона здоров'я та соціальна допомога — 15,6 %, роздрібна торгівля — 14,9 %.